# Hausbesuch

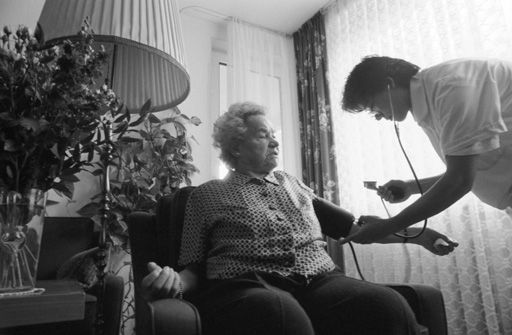
Blutdruckmessen während eines Hausbesuchs

Ein Hausbesuch ist ein Besuch einer Fachkraft oder anderweitig qualifizierten Person bei einem Patienten, Klienten oder Adressaten zuhause, typischerweise im Zusammenhang mit Diagnostik, Behandlung, Unterstützung oder Unterricht.
In der Medizin handelt es sich um den Besuch eines Arztes, Zahnarztes, Tierarztes, Psychotherapeuten, Physio-, Ergotherapeuten, Logopäden, Podologen, einer Verah,  oder einer Hebamme bei dem Patienten zu Hause. Jeder niedergelassene Arzt ist berufsrechtlich dazu verpflichtet, notwendige Hausbesuche bei seinen Patienten zu leisten. Dies gilt auch außerhalb der Sprechstundenzeiten und nicht nur für hausärztlich tätige Allgemeinmediziner, Internisten und Kinderärzte, sondern auch für Fachärzte anderer Richtungen. Therapeuten der Heilberufe werden bei Bedarf vom Arzt per Rezept beauftragt, die Therapie in der Wohnung des Patienten durchzuführen. In Wochenbett und Stillzeit sind Hausbesuche durch eine Hebamme üblich und bei besonderem Bedarf sind im Sinne der Frühen Hilfen außerdem regelmäßige Hausbesuche durch eine Familienhebamme möglich.
In der Kinder- und Jugendhilfe und in der Sozialen Arbeit handelt es sich um einen Besuch einer pädagogischen Fachkraft, eines Sozialarbeiters oder einer hierfür geschulten Person im häuslichen Umfeld. Diese sind teilweise gesetzlich geregelt (z. B. im Rahmen des Kinderschutzes) oder erfolgen aus konzeptionellen bzw. methodischen Überlegungen. In Deutschland sind für diejenigen Pflegebedürftige, die Pflegegeld beziehen, turnusmäßige Beratungsbesuche in der eigenen Häuslichkeit vorgeschrieben (§ 37 Absatz 3 SGB XI).

## Ärztliche Hausbesuche
Kein Arzt darf Patienten rein fernmündlich ohne eigenen Augenschein und Untersuchung behandeln (§ 7 Abs. 4 Musterberufsordnung, Rechtslage in Deutschland). Fernmündliche Beratungen oder Anweisungen sind nur zulässig, wenn Schweregrad der Erkrankung und die angewandte Therapie das erlauben. Daraus ergibt sich z. B. die Besuchspflicht, wenn der Zustand des Patienten sich verschlechtert und ihm nicht zugemutet werden kann, die Arztpraxis aufzusuchen. Notfallpatienten, die dem Arzt nicht bekannt sind, müssen grundsätzlich persönlich untersucht werden.
Ärztliche Hausbesuche bei Privatpatienten werden nach der Gebührenordnung für Ärzte vergütet, bei Mitgliedern der Gesetzlichen Krankenversicherungen nach dem für sie gültigen Einheitlichen Bewertungsmaßstab. Für Besuche außerhalb der normalen Arbeitszeit (19 bis 7 Uhr) und am Wochenende werden Zuschläge erhoben. Des Weiteren gibt es Kilometerpauschalen.
Besuche von Zahnärzten, insbesondere im Rahmen der aufsuchenden Betreuung von Pflegebedürftigen und Menschen mit Behinderungen und/oder eingeschränkter Alltagskompetenz, werden bei gesetzlich Krankenversicherten nach dem Bewertungsmaßstab zahnärztlicher Leistungen (BEMA) honoriert.

## Historische Literatur
- Georg Ernst Stahl: Überlegungen zum ärztlichen Hausbesuch. Halle 1703; in: Bernward Josef Gottlieb (Hrsg.): Georg Ernst Stahl: Über den mannigfaltigen Einfluß von Gemütsbewegungen auf den menschlichen Körper (Halle 1695) / Über die Bedeutung des synergischen Prinzips für die Heilkunde (Halle 1695) / Über den Unterschied zwischen Organismus und Mechanismus (Halle 1714) / Überlegungen zum ärztlichen Hausbesuch (Halle 1703). Leipzig 1961 (= Sudhoffs Klassiker der Medizin. Band 36).